# Rhabdamia gracilis
A Rhabdamia gracilis a sugarasúszójú halak (Actinopterygii) osztályához a sügéralakúak (Perciformes) rendjéhez, ezen belül a kardinálishal-félék (Apogonidae) családjához tartozó faj.

## Előfordulása
A Rhabdamia gracilis az Indiai- és a Csendes-óceánok lakója. Kelet-Afrikától Pápua Új-Guineáig és a Marshall-szigetekig megtalálható. Elterjedésének az északi határát Japán, míg déli határát, beleértve az Arafura-tengert is, Ausztrália alkotja.

## Megjelenése
Ez a hal legfeljebb 6 centiméter hosszú. Teste áttetsző fehér vagy rózsaszín; a feje és hasa ezüstös. Farokúszóján néha egy fekete pont látható.

## Életmódja
Ez a kardinálishal a Föld trópusi részein él, a korallzátonyokon és a lagúnákban. Nagy rajokat alkot és gyakran társul rokonával, a Rhabdamia cypselurusszal. Egyaránt táplálkozik nappal is és éjszaka is. 3-13 méteres mélységben található meg.